# Almetyevsk
Almetyevsk (tiếng Nga: Альме́тьевск; tiếng Tatar: Әлмәт, đã Latinh hoá: Älmät), cũng viết Almat và Elmet, một thành phố Nga. Thành phố này thuộc chủ thể Cộng hòa Tatarstan, nằm trên tả ngạn sông Zay (nhánh của sông Kama) 265 km (165 mi) về phía đông nam của Kazan. Dân số: 146,309 (Điều tra dân số 2010); 140,437 (Điều tra dân số 2002); 129,008 (Điều tra dân số năm 1989); 77,000 (1969); 49,000 (1959).
Đây là thành phố lớn thứ 120 của Nga theo dân số năm 2002.
Almetyevsk là một trong những thành phố trẻ nhất trong nền cộng hòa. Nó được thành lập như là một khu định cư chế biến dầu và tình trạng thị trấn vào năm 1953. Almetyevsk là một trung tâm quan trọng của ngành công nghiệp dầu mỏ của Nga. Đường ống dẫn dầu Druzhba bắt đầu Almetyevsk. Các đường ống dẫn Nizhny Novgorod, Samara, và Subkhankulovo cũng bắt đầu ở thành phố này. Thành phố nhà nhà máy dầu một số thiết bị sản xuất đường ống, máy bơm và các công cụ dầu khác.